# Pace

Porumbelul cu ramură de măslin, simbol al păcii

Pace, cuvânt derivat din latinescul pax, definește în general, în sens pozitiv, o stare de liniște, o stare lipsită de conflicte militare.
În Grecia antică, ideea de pace era legată de vârsta de aur inițială a umanității. În mitologia greacă, Irina (Eirene) este o zeiță alegorică personificând pacea. Simbolul porumbelului cu ramură de măslin este izvorât tot din mitologia antică: alegând casca lui Ares (Marte), zeul războiului, pentru a cuibări, această pasăre sacră prelungi starea de pace, împiedicând zeul să-și îndeplinească funcția.

## Definiții
Pe planul colectiv, pacea este absența războiului (latină pax absentia belli), a violenței între grupuri umane. În acest sens, societățile totalitare sau dictatoriale pot fi în pace pe planul militar, dar nu pe planul social: de exemplu, lupta claselor este o stare de război social. Menținerea păcii internaționale este unul dintre obiectivele organizațiilor ca de pildă ONU. Există și organizații ne-guvernamentale (ONG) care susțin tratativele pentru pace acolo unde domnește starea de război, ca de exemplu Neve Șalom - Wahat as Salam, mișcarea comună israelo-palestiniană.
Pe planul individual, pacea poate fi și o stare de spirit personală, lipsită de mânie, de furie, de acreală, de frică, și în general de sentimente negative. Poate fi dorită pentru sine și pentru ceilalți, multe salutări tradiționale fiind bazate pe această urare (latină pax vobis, arabă salam aleikum, comună în întreaga lume islamică, șalom în ebraică, devenit șulem în idiș). Are în limbile semitice și sensul de sănătate (ceea ce se aseamană cu semnificația salutărilor din alte culturi și limbi - fii sănătos, salve, zdravstvuite, geia su ș.a.m.d.).
Adepții unor religii, cum ar fi jainismul, încearcă să nu rănească nicio ființă vie, inclusiv insectele. Budiștii și hindușii cred că pacea poate fi realizată atunci când orice dorință și suferință sfârșește. Pentru a elimina suferința și pentru a dobândi această pace, ei urmează o serie de învățături numite cele „Patru nobile Adevăruri”: principala doctrină a filozofiei lor. În yi-king-ul chinezesc, pacea nu este lipsa de război, ci căutarea permanentă a rezolvării non-violente a conflictelor. Totuși, din culturile hinduiste, confucianiste și budiste nu au lipsit războaiele, iar unii deservenți ai cultelor le-au aprobat sau chiar încurajat.
Pacifiștii, cum ar fi anarhiștii creștini, consideră că orice tip de violență va da naștere doar la altă violență. Alte grupuri de persoane iau o varietate de poziții în fața violenței, multe dintre ele susținând teoria războiului just. Ideologii comunismului au afirmat și ei, repetat, atașamentul lor la „lupta pentru pace”, dar sloganele lor antibelice au ascuns adesea intenții expansioniste. Politicienii și militarii au susținut în diverse perioade că doresc pacea, dar o „pace dreaptă”, sub care denumire puteau înțelege o pace care ține seama numai de interesele uneia din părțile aflate în conflict (a lor).

### Pacea ca stază între două punctuații
Conform teoriei lui Niles Eltridge și John Sepkoski (1972), atât în viața individuală și familială, cât și în cea socială, în istoria omenirii și în istoria naturală, perioadele de pace alternează cu perioade conflictuale numite punctuații. În perioadele de pace, evoluția este graduală: un echilibru personal sau familial se formează, obiceiuri se statornicesc, regimul politic rămâne același, clima, flora, fauna se schimbă puțin și treptat. În perioadele de punctuație, diverse incidente sau accidente, nașteri, decese, boli, căsătorii, divorțuri, schimbări de serviciu, deschideri sau închideri de întreprinderi, schimbări politice majore, revoluții, războaie civile sau internaționale, prăbușiri de state, schimbări teritoriale, catastrofe naturale, climatice, vulcanice sau meteoritice pun capăt stării de pace, distrug echilibrul anterior și inaugurează un nou echilibru, o nouă perioadă de pace (stază), pe baze noi. Această teorie a fost numită „teoria echilibrului punctuat".

## Nonviolența și pacifismul

Semnul păcii

Preambulul declarației de întemeiere a UNESCO afirmă: „fiindcă războaiele izvorăsc din spiritul oamenilor, tot în spiritul lor trebuie puse temeliile păcii”. Omul politic indian Mohandas Gandhi afirma: „Nu există niciun drum către pace, fiindcă pacea este drumul” și „Dreptatea nu poate fi obținută decât printr-o pace dreaptă, iar pacea nu poate dăinui fără dreptate pentru toți, inclusiv inamicul”, adăugând totuși: „În fața unor oameni ca Hitler sau Stalin, violența este mai puțin dăunătoare păcii, decât lașitatea camuflată în non-violență”.